# Андре Вен-Труа
Андре Арман Вен-Труа (фр. André Armand Vingt-Trois; 7 листопада 1942, Париж — 18 липня 2025) — французький кардинал, архієпископ Парижа з 11 лютого 2005 року.

## Біографія
Андре Арман Вен-Труа народився 7 листопада 1942, в Парижі в сім'ї Армана і Полетт (до шлюбу Вюлламі) Вен-Труа. Після закінчення шкільної освіти в ліцеї Генріха IV у 1962 році вступив до семінарії Сен-Сульпіс в Іссі-ле-Муліно. Навчався в Паризькому католицькому інституті, де здобув ліценціат з морального богослов'я. З 1964 по 1965 Вен-Труа проходив військову службу в Німеччині.
У жовтні 1968 року отримав дияконські свячення з рук єпископа-помічника Парижа Данієля Пезереля, а 28 червня 1969 року був висвячений на священика кардиналом Франсуа Марті, архієпископом Парижа.
Виконуючи своє священиче служіння, в 1969—1974 Андре Вен-Труа займався парафіяльною катехізацією та освітою мирян. У 1974—1981, був вікарієм в паризькій парафії Сен-Жанн де Шанталь. У 1981—1988 був семінарії Сен-Сульпіс в Іссі-ле-Муліно, а також викладав у ній моральне і сакраментальне богослов'я.
Вен-Труа брав участь у рухах, спрямованих на душпастирство сім'ї, зокрема в Центрі підготовки до одруження, а також у формаційних зустрічах духовенства. Пізніше він був призначений генеральним вікарієм Парижа і займався освітою в єпархії (катедральна школа і єпархіальна семінарія), засобами інформації (Радіо Нотр-Дам, Парі Нотр-Дам, Центр Інформації), душпастирством сім'ї, капеланством в освітніх закладах і катехізацією.
25 червня 1988 року Папа Римський Іван Павло II призначив священика Андре Вен-Труа єпископом-помічником Паризької архідієцезії і титулярним єпископом Тібілі. Єпископські свячення отримав 14 жовтня 1988 року в кафедральному соборі Парижа Нотр-Дам де Парі (головним святителем був архієпископ Парижа кардинал Жан-Марі Люстіже, а співсвятителями єпископ-помічник Парижа Данієль Пезерель і єпископ Оша Ґабрієль Ванель.
21 квітня 1999 року Іван Павло II призначив єпископа Вен-Труа архієпископом Тура, а 11 лютого 2005 року — архієпископом Парижа. Урочисте введення на престол відбулося 5 березня 2005 року. 14 березня того ж року був також призначений ординарієм для католиків східних церков у Франції, які не мають тут своєї ієрархії. 5 листопада 2007 року він був обраний головою французької єпископської конференції на трирічний термін, у 2010 переобраний на наступне триріччя.
На консисторії від 24 листопада 2007 року папа Бенедикт XVI надав архієпископові Вен-Труа сан кардинала-пресвітера з титулом церкви Сан-Луїджі-деї-Франчезі.

## Обов'язки поза Паризькою архідієцезією

### Римська курія
- з 2002 член Папської ради в справах сім'ї
- з 2007 член Конгрегації Єпископів
- з 2008 член Папської ради в справах душпастирства мігрантів і подорожуючих
- з 2010 член Конгрегації в справах духовенства[9]
- з 2012 член Конгрегації Східних Церков
- учасник Другої спеціальної асамблеї Синоду Єпископів, присвяченої Африці (з 4 до 25 жовтня 2009)[10]

### Конференція Єпископів Франції
- 1988—1997 член постійного комітету в справах інформації і комунікації
- 1997—1999 член постійного комітету з економічних питань
- 1998—2005 голова комісії в справах сім'ї
- з 2007 голова Конференції Єпископів Франції

## Нагороди
- Кавалер ордена Почесного легіону
- Офіцер Національного ордена Заслуг (Франція)